# Josef Zettler (Tiermediziner)
Josef Zettler (* 9. Februar 1886 in Pfaffenberg, Baden; † nach 1952) war ein deutscher Tierarzt.

## Werdegang
Zettler kam als Sohn des Landwirts Emil Zettler zur Welt. Nach dem Besuch der Volksschule in Pfaffenberg trat er vorbereitet durch Privatunterricht im Herbst 1901 in die Untertertia der Lenderschen Privatlehranstalt in Sasbach ein. Dort blieb er bis nach Absolvierung der Untersekunda. Nach bestandener Aufnahmeprüfung wechselte er an das (damals Großherzogliche) Friedrich-Gymnasium Freiburg und legte dort im Juli 1907 die Reifeprüfung ab.
Sodann studierte er Veterinärmedizin an der Kgl. Tierärztlichen Hochschule Stuttgart, an der er zu Anfang des vierten Semesters die naturwissenschaftliche Prüfung bestand. Das fünfte Semester verbrachte er an der Kgl. Tierärztlichen Hochschule in Berlin. Vom sechsten Semester an setzte er das Studium wieder an der Hochschule in Stuttgart fort, an der er am 27. Juli 1911 die Approbation als Tierarzt erhielt.
Hiernach war er bis Oktober 1911 als Vertreter des Grenztierarztes in Stühlingen (Baden) tätig. Anschließend diente er im 5. Badischen Feldartillerieregiment No. 76 in Freiburg ein halbes Jahr als Einjährig-Freiwilliger und das zweite Halbjahr als einjährig-freiwilliger Tierarzt.  Nach der Militärzeit arbeitete er als Assistent bei den Großherzoglichen Bezirkstierärzten in Ettenheim und Bühl. Im Oktober 1913 übernahm er die Stelle des 4. Schlachthoftierarztes am Schlachthof in Freiburg. In der Zeit vom 1. Mai bis 30. Juli 1914 nahm er an dem Vorbereitungskurs für den staatstierärztlichen Dienst am Tierhygienischen Institut der Universität Freiburg im Breisgau teil. Bei Ausbruch des Ersten Weltkriegs rückte er als Veterinär der Reserve mit der Staffel 267 ins Feld.
Im Dezember 1916 promovierte er bei Ernst Joest an der Universität Leipzig. Ab 1933 war er Leiter des Tierzuchtamtes für Nordbaden. Nach Ende des Zweiten Weltkriegs führte er mit Erfolg den Aufbau der darniederliegenden nordbadischen Tierzucht durch.

## Ehrungen
- 1952: Verdienstkreuz am Bande der Bundesrepublik Deutschland[2]

## Schriften
- Beiträge zur pathologischen Anatomie der Hoden bei Tieren, Diss. Leipzig Univ. 1916